# 요한 바이어

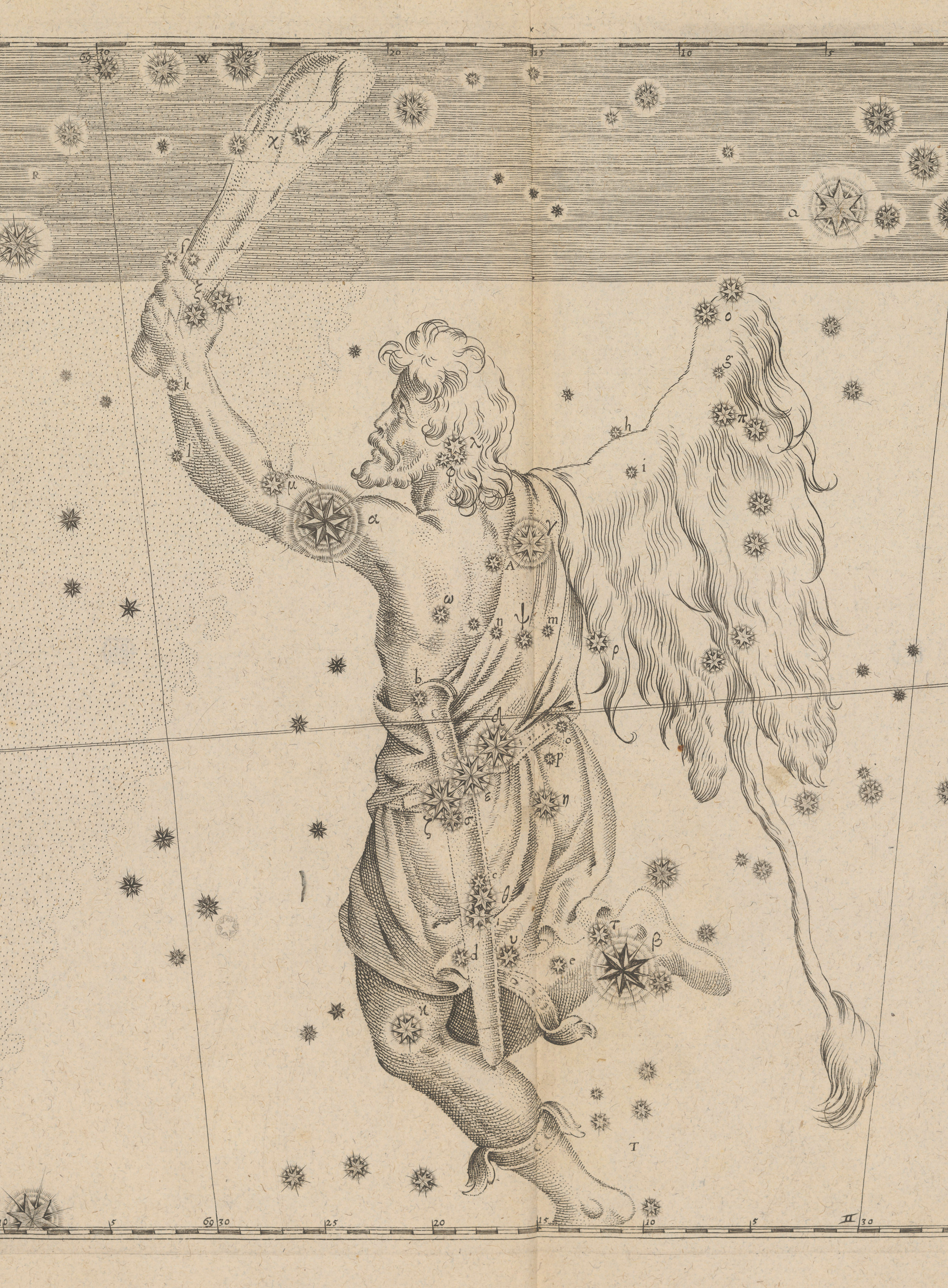
바이어가 집필한 우라노메트리아에 실려 있는 오리온자리 그림.

요한 바이어(Johann Bayer, 1572년 ~ 1625년 3월 7일)는 독일의 천문학자이자 법률가이다.

## 생애 및 업적
그는 1572년 바이에른주의 라인에서 태어났다. 1592년부터 인골슈타트에서 철학 공부를 시작했으며 이후 아우크스부르크로 건너가 법률가 생활을 시작하였고, 1612년 아우크스부르크 시 의회의 법률 자문역을 맡게 되었다.
아우크스부르크에서 지내는 동안 그는 천문학에 흥미를 느끼게 되었다.
바이어는 고고학과 수학 등의 다른 분야에도 흥미가 있었으나, 그는 천문학에서의 업적, 특히 천구상의 천체들의 위치의 측정한 공적으로 주로 알려져 있다. 그는 평생 결혼하지 않았으며, 1625년 임종했다.
요한 바이어는 1603년 아우크스부르크에서 출간된 성표 우라노메트리아(Uranometria Omnium Asterismorum)의 저자로 유명하다. 이는 튀코 브라헤의 업적에 기초하며, 알레산드로 피콜로미니(Alessandro Piccolomini)의 1540개 별의 성도 'De le stelle fisse'(고정된 별들의)에서 차용했을 수 있다. 어쨌든, 그는 1,000 개의 별을 추가로 포함시켰다. 이 책은 천구상의 모든 별을 다룬 최초의 항성 목록이었으며, 여기서 바이어 명명법으로 불리는 근대적인 항성 명명법이 처음으로 도입되었다. 바이어의 천문도에는 밤하늘의 남쪽 먼 곳을 채우는 12개의 별자리가 더하여졌으며, 이들은 고대 그리스와 로마의 시대에는 알려지지 않았던 것들이다.

## 기념물
달에 있는 바이어 충돌구는 그의 이름을 따서 지은 것이다.

## 같이 보기
- 바이어 명명법